# Leopoldo Romañach
Leopoldo Romañach Guillén, né dans l'actuelle province de Sancti Spíritus le 7 octobre 1862 et mort à La Havane le 10 septembre 1951, est un peintre cubain.
Plusieurs de ses œuvres, dont Retrato del pintor Sánchez Araujo et Marina, se trouvent au Musée national des beaux-arts de Cuba.
Il a contribué à la revue Bohemia.